# Día Mundial de la Seguridad y Salud en el Trabajo
El Día Mundial de la Seguridad y la Salud en el Trabajo es una conmemoración que se celebra anualmente el 28 de abril desde 2003 por la Organización Internacional del Trabajo (OIT) y con derecho y principio reconocido oficialmente en junio de 2022.

## Proclamación
En junio de 2022, en el marco de la 110.ª reunión de la Conferencia Internacional del Trabajo, se aprobó una enmienda al párrafo 2 de la Declaración de la OIT sobre los principios y derechos fundamentales en el trabajo, datada en 1998. Esta modificación incluyó la garantía de "un entorno de trabajo seguro y saludable" como uno de los derechos fundamentales. La observancia de este principio comenzó a promoverse a nivel internacional desde 2003.

## Celebración
El Día Mundial de la Seguridad y la Salud en el Trabajo se conmemora anualmente cada 28 de abril. Esta fecha específica fue seleccionada para alinear la conmemoración con el Día Internacional en Memoria de los Trabajadores Fallecidos y Heridos, una iniciativa del movimiento sindical que se remonta a 1996. Este día se estableció con el doble propósito de rendir tributo a las víctimas de los accidentes de trabajo y las enfermedades profesionales y de promover una cultura de prevención de riesgos laborales. Desde su primera celebración en 2003, promovida por la OIT, este día ha servido como una plataforma anual para resaltar la importancia de la seguridad y la salud en el trabajo, motivando a empleadores, trabajadores, gobiernos y otras partes interesadas a participar en un diálogo constructivo y en acciones concretas para mejorar las condiciones laborales en todo el mundo. Cada año, se elige un tema específico que guía las actividades y campañas, reflejando las prioridades actuales y emergentes en el ámbito de la seguridad y salud ocupacionales.

## Temas
- 2005: Dos millones de muertos en el trabajo por año: Una tragedia que podría evitarse[5]
- 2006: Trabajo decente - Trabajo seguro - VIH/SIDA[6]
- 2007: Lugares de trabajo seguros y sanos - Hacer realidad el trabajo decente[7]
- 2008: Mi vida, mi trabajo, mi trabajo en seguridad - Gestión del riesgo en el medio laboral[8]
- 2009: Salud y vida en el trabajo[9]
- 2010: Riesgos emergentes y nuevas pautas de prevención en un mundo laboral cambiante[10][11]
- 2011: Sistema de gestión de SST: Una herramienta para la mejora continua[12]
- 2012: Promoción de la seguridad y la salud en una economía ecológica[13]
- 2013: La prevención de las enfermedades profesionales[14]
- 2014: Seguridad y salud en el uso de productos químicos en el trabajo[15]
- 2015: La cultura de la prevención[16]
- 2016: Estrés en el lugar de trabajo: Un reto colectivo[17]
- 2017: Optimizar la recopilación y el uso de datos sobre SST[18]
- 2018: Generación Segura & Saludable[19]
- 2019: Seguridad y Salud y el Futuro del Trabajo[20]
- 2020: La violencia y el acoso en el mundo del trabajo[21] / Detengamos la pandemia: La seguridad y salud en el trabajo puede salvar vidas[22]
- 2021: Anticiparse a las crisis, prepararse y responder[23]
- 2022: Actuar juntos para construir una cultura de seguridad y salud positiva[24]
- 2023: Un entorno laboral seguro y saludable es un principio y un derecho fundamental en el trabajo[25]
- 2024: Repercusiones del cambio climático en la seguridad y la salud en el trabajo[26]